# Roggosen
Roggosen (bis 1933 Roggosna), niedersorbisch Rogozno, ist ein Ortsteil der Gemeinde Neuhausen/Spree im Landkreis Spree-Neiße in Brandenburg. Bis zur Gemeindefusion am 19. September 2004 war Roggosen eine eigenständige Gemeinde.

## Lage
Roggosen liegt in der Niederlausitz, knapp 15 Kilometer südöstlich von Cottbus. Das Dorf liegt im amtlichen Siedlungsgebiet der Sorben/Wenden. Umliegende Ortschaften sind Kathlow im Nordosten, Sergen im Osten, Gablenz im Südosten, Komptendorf im Süden, Laubsdorf im Südwesten, Koppatz im Westen und der Cottbuser Ortsteil Kahren im Nordwesten. Ein unmittelbar an die Bebauung grenzendes Wohnhaus im Nordosten des Dorfes gehört zur Gemarkung des Nachbarortes Sergen.
Roggosen liegt an der Kreisstraße 7112 nach Komptendorf sowie der im Ort abzweigenden Kreisstraße 7113 nach Koppatz. Die Landesstraße 48 ist etwa einen Kilometer vom Ortskern entfernt. Unmittelbar nördlich von Roggosen verläuft die Bundesautobahn 15 (Spreewaldautobahn) mit der Anschlussstelle Roggosen. An der Anschlussstelle befindet sich das südliche Ende des nördlichen Teils der Bundesstraße 97. Nordwestlich des Ortes befindet sich die Strecke der Kohlebahn zwischen dem Tagebau Welzow-Süd und dem Kraftwerk Jänschwalde.

## Geschichte

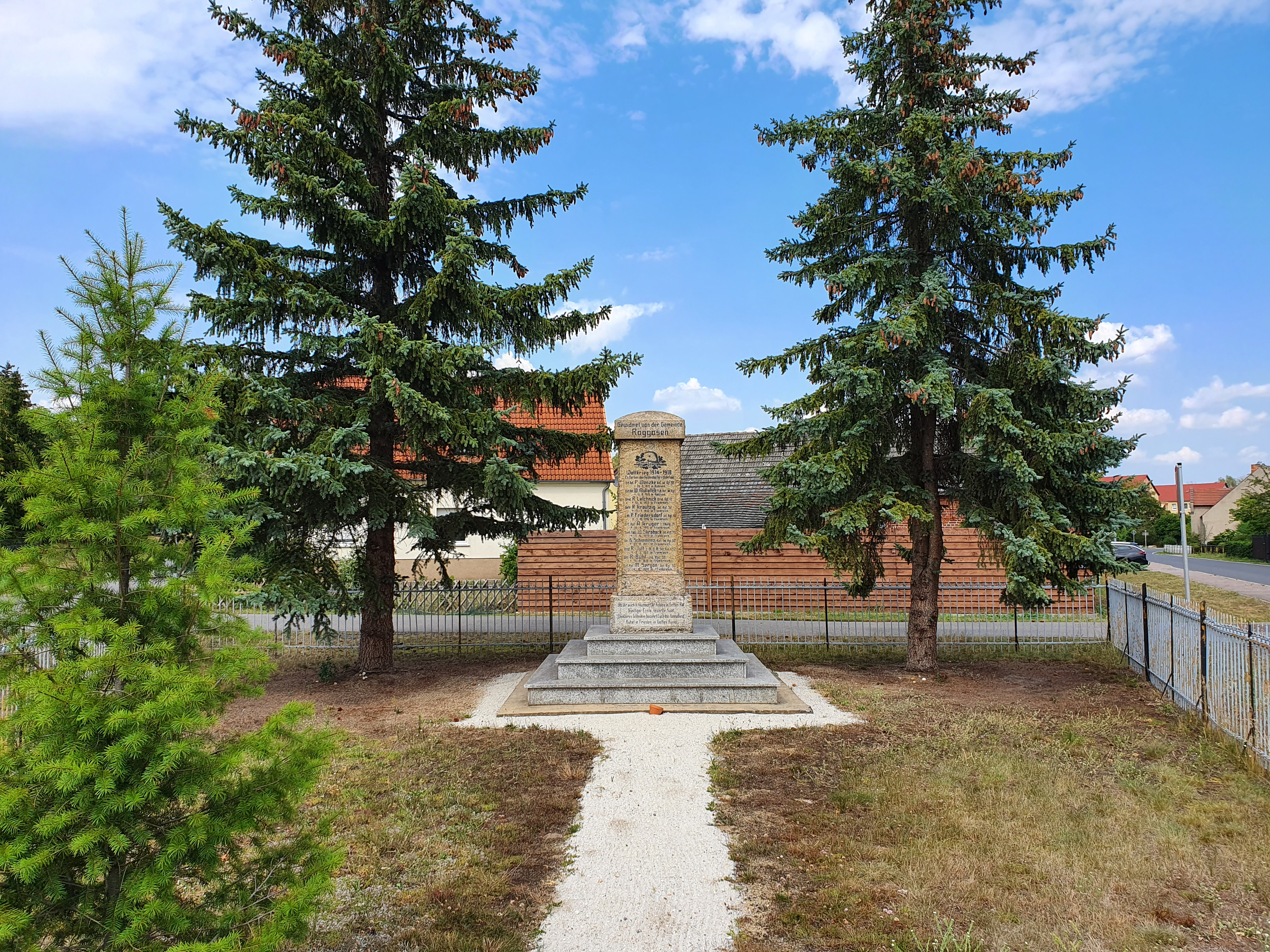
Gefallenendenkmal in Roggosen

Die erste urkundliche Erwähnung erfolgt am 2. August 1448 als Wüstung Rogose, auch bei den weiteren Erwähnungen in den Jahren 1472 und 1497 wurde der Ort als wüst beschrieben. Im Jahr 1583 lautete die Schreibweise des Ortsnamens Rogoßen. Als sich in der folgenden Zeit feste Schreibweisen für Ortsnamen etablierten, lautete die amtliche Schreibweise spätestens ab 1652 Rogosna bzw. Roggosna. Diese wurde im Jahr 1933 zu Roggosen geändert. Der Name stammt aus der sorbischen Sprache und beschreibt einen Ort an dem Schilfgras wächst. Angelegt wurde Roggosen ursprünglich als Sackgassendorf.
Im Jahr 1472 war Nickel Gebhardt Besitzer von Roggosen, im Jahr 1497 die Familie von Leipczk. Spätestens ab dem 15. Jahrhundert gehörte Roggosen zur Herrschaft Cottbus und lag somit in einer kurfürstlich-brandenburgischen Exklave, die von böhmischem und ab 1635 sächsischem Gebiet umgeben war. Bereits im Jahr 1583 kam das Gut Roggosen in den Besitz der Familie von Pannwitz, denen auch die benachbarten Güter Kahren und Koppatz gehörten. Im Jahr 1635, während des Dreißigjährigen Krieges, umfasste der Ort vierzehneinhalb Bauernhufen und vier Gärtnerstellen, von denen sechs Bauernhufen und zwei Gärtnerstellen wüst waren. Im Jahr 1701 bildete sich aus dem Kurfürstentum Brandenburg das Königreich Preußen heraus, zu dem Roggosen fortan gehörte.
Für das Jahr 1718 sind in Roggosen 13 Bauernfamilien verzeichnet. Die landwirtschaftlichen Flächen wurden in Zweifelderwirtschaft bepflanzt. Ab 1782 gehörte das Gut Roggosen der Familie von Schöning, die ab 1807 als von Schöning’sche Stiftung firmierte. Ebenfalls 1807 kam Roggosen nach dem Tilsiter Frieden nach dem Vierten Koalitionskrieg kurzzeitig zum Königreich Sachsen. Im Jahr 1809 lebten in Roggosen vier Ganz- und neun Halbbauern, ein Büdner, ein Einlieger und ein Rademacher; insgesamt wurden 16 Hufen Land bewirtschaftet. Des Weiteren gab es eine Meierei im Ort, der 120 Einwohner bei 19 Feuerstellen hatte. Nach der auf dem Wiener Kongress beschlossenen Teilung Sachsens kam Roggosen wieder zum Königreich Preußen, dort gehörte der Ort nach der Gebietsreform von 1816 zum Kreis Cottbus in der Provinz Brandenburg.
Nachdem Roggosen im Jahr 1818 insgesamt 133 Einwohner hatte, stieg diese Zahl bis 1846 auf 245 an. Damals gehörte der Ort kirchlich noch zu Madlow, spätestens 1861 wurde Roggosen nach Komptendorf umgepfarrt. Die Volkszählung vom 1. Dezember 1871 ergab für die Landgemeinde Roggosen eine Einwohnerzahl von 284, davon waren 125 Einwohner männlich und 159 weiblich. 72 Einwohner waren jünger als zehn Jahre und alle Einwohner waren evangelisch-lutherischer Konfession. Im Jahr 1886 wurde der Kreis Cottbus in Landkreis Cottbus umbenannt. Bis 1910 ging die Einwohnerzahl von Roggosen auf 244 zurück. Zu dieser Zeit ist noch immer die von Schöning’sche Stiftung als Gutsbesitzer verzeichnet.
Nach dem Zweiten Weltkrieg gehörte Roggosen zur Sowjetischen Besatzungszone und ab 1949 zur DDR. Bei der Kreisreform am 25. Juli 1952 wurde Roggosen dem Kreis Cottbus-Land im Bezirk Cottbus zugeordnet. Seit Ende der 1960er Jahre befand sich nördlich von Cottbus eine Produktionsstätte des Kombinats Industrielle Mast. Ab den 1980er Jahren firmierte der Betrieb als VEB Frischeierproduktion Roggosen im Kombinat Industrielle Tierproduktion. Am 1. April 1974 wurde die Gemeinde Komptendorf nach Roggosen eingemeindet, am 6. Mai 1990 wurde Komptendorf wieder aus Roggosen ausgegliedert. Nach der Wiedervereinigung gehörte Roggosen zunächst zum Landkreis Cottbus im Land Brandenburg. 1992 schloss sich die Gemeinde zur Erledigung ihrer Verwaltungsgeschäfte mit mehreren umliegenden Gemeinden zum Amt Neuhausen/Spree zusammen. Der Landkreis Cottbus ging am 6. Dezember 1993 durch Fusion mit den Landkreisen Forst, Guben und Spremberg im neuen Landkreis Spree-Neiße auf. Am 19. September 2004 fusionierte Roggosen mit den vierzehn verbliebenen Gemeinden des Amtes Neuhausen/Spree zu der neuen Großgemeinde Neuhausen/Spree, das Amt wurde daraufhin aufgelöst.

## Einwohnerentwicklung
| 1875 | 267 | 1925 | 250 | 1946 | 255 | 1971 | 291 | 1989 | 319 |
| 1890 | 261 | 1933 | 246 | 1950 | 258 | 1981 | 653 | 1996 | 303 |
| 1910 | 244 | 1939 | 253 | 1964 | 235 | 1985 | 630 | 2003 | 301 |

- Gebietsstand des jeweiligen Jahres, zwischen 1981 und 1989 mit Komptendorf

Roggosen war bis ins 20. Jahrhundert ein Dorf mit überwiegend sorbischer Bevölkerung. Laut dem Volkskundler Arnošt Muka waren 1884 alle 261 Einwohner von Roggosen Sorben. In der Kirchengemeinde Komptendorf, zu der Roggosen gehörte, wurde damals sowohl auf Deutsch als auch auf Sorbisch gepredigt, in der Dorfschule in Roggosen wurde teilweise auf Sorbisch, jedoch bereits überwiegend auf Deutsch unterrichtet. Im 20. Jahrhundert ging der Gebrauch der sorbischen Sprache jedoch stark zurück, 1956 hatten 13,3 Prozent der Einwohner noch Sorbischkenntnisse.

## Ortsvorsteher
Seit der Kommunalwahl am 9. Juni 2024 ist Florian Kasprzak Ortsvorsteher von Roggosen, seine Stellvertreter sind Dietmar Krüger und Peggy Winkler (alle Wählergruppe Freunde der Freiwilligen Feuerwehr).

## Sonstiges

Logo des Kombinats Industrielle Mast Roggosen

In dem Ort produziert die 1991 durch Erwerb des Kombinats Industrielle Mast Roggosen entstandene Firma Ehlego Landhof GmbH in 20 Hallen mit mehr als einer Million Legehennen Hühnereier in sogenannter Bodenhaltung auf mehreren Ebenen. Im März 2018 drangen Mitglieder der Tierrechtsorganisation Animal Equality in die Hallen ein und veröffentlichten Bildmaterial zu unhaltbaren Zuständen in dem Betrieb, der zahlreiche Lebensmittel-Discounter beliefert.

## Persönlichkeiten
- Erwin Bläske (1930–1991), Kunstpilot, wurde in Roggosen geboren